# 崇仁新村 (通海區)
崇仁新村（通海區），為屏東縣屏東市的日式建築群，其原為興建於1929年的日本第八飛行聯隊第二期官舍群，在戰後改作為空軍眷村崇仁新村通海區，其中的12棟建物於2017年被登錄為屏東縣歷史建築。

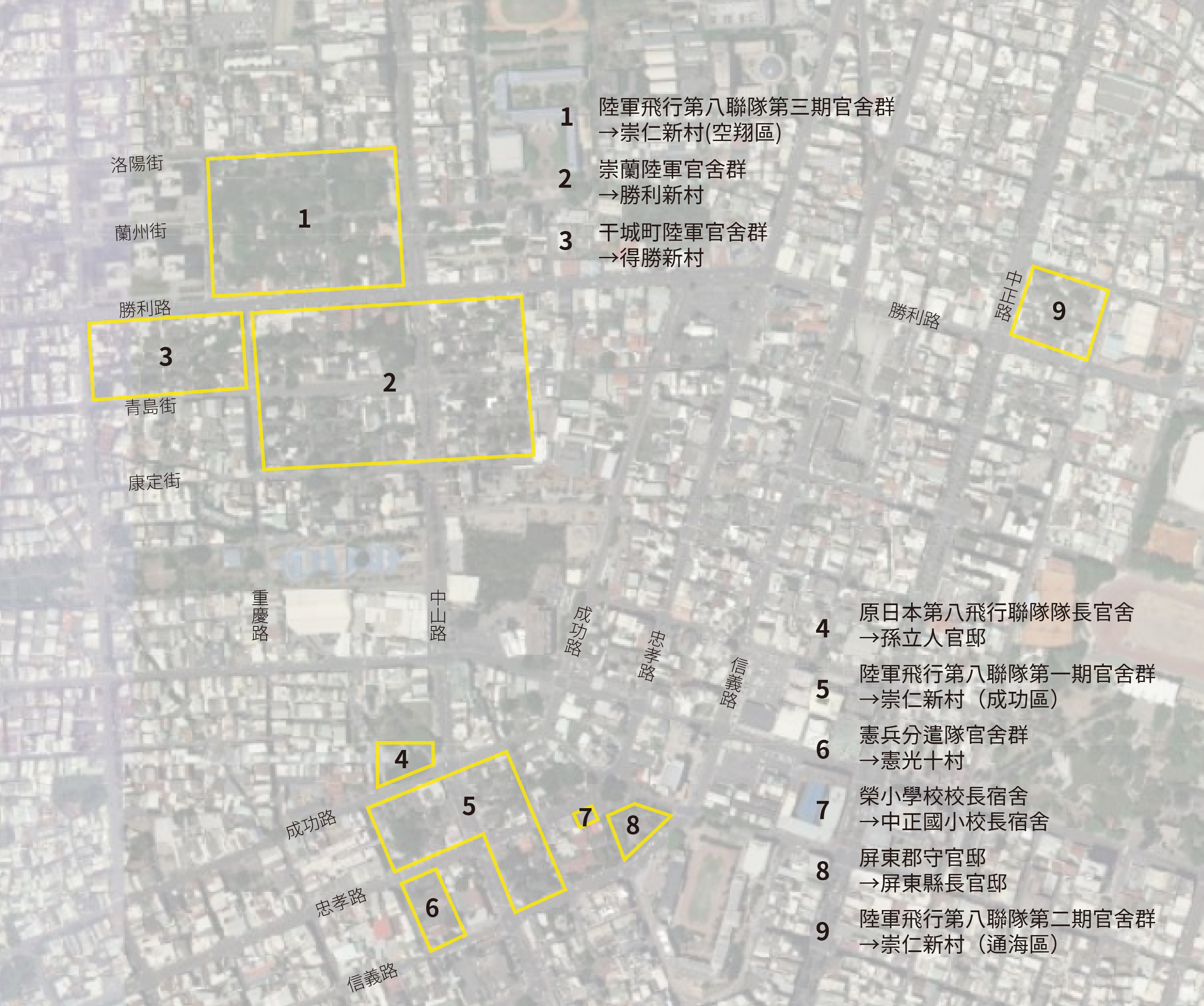
屏東市官舍分布

## 介紹
日本第八飛行聯隊以屏東飛行場為基地，其在1928年3月在屏東街建造了首批宿舍群(崇仁新村成功區)，而通海區的宿舍為1929年興造的第二期宿舍，其範圍包含中正路、瀋陽街、中華路、青島街所圍塑的街廓，現今的勝利路以北為在最初為士官宿舍，以南為台灣軍經理部倉庫、職工官舍和下士官舍。此宿舍群在戰後作為空軍眷村的崇仁新村通海區，當地文史團體於2015年向屏東縣文化處提報文化資產，北側的12棟建物於2017年被登錄為屏東縣歷史建築，南側的建築則於同年拆除。